# Ladislav Bielik

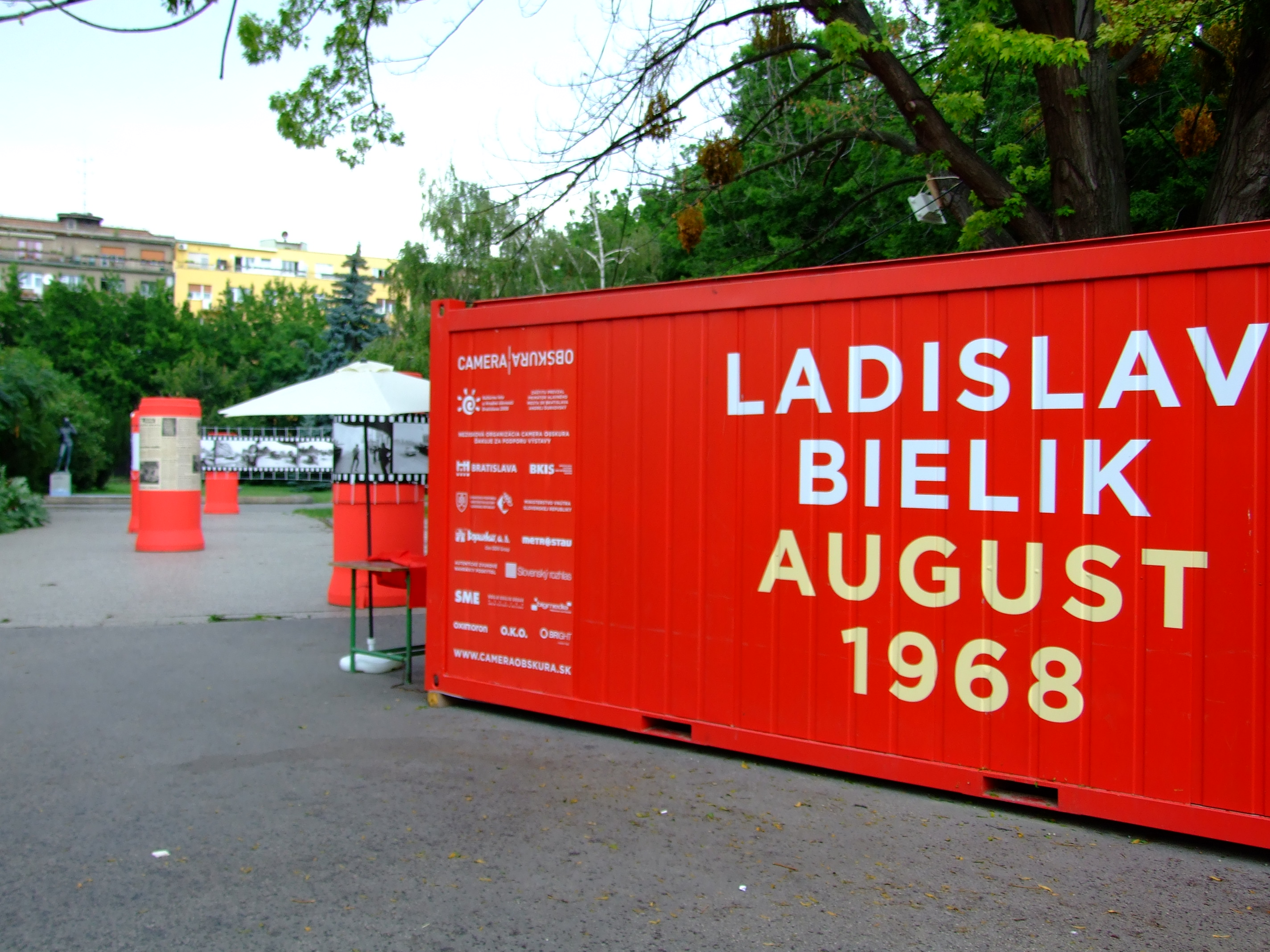
Výstava o srpnu 1968 na Šafárikově náměstí v Bratislavě s prezentací fotografií Ladislava Bielika, 2008

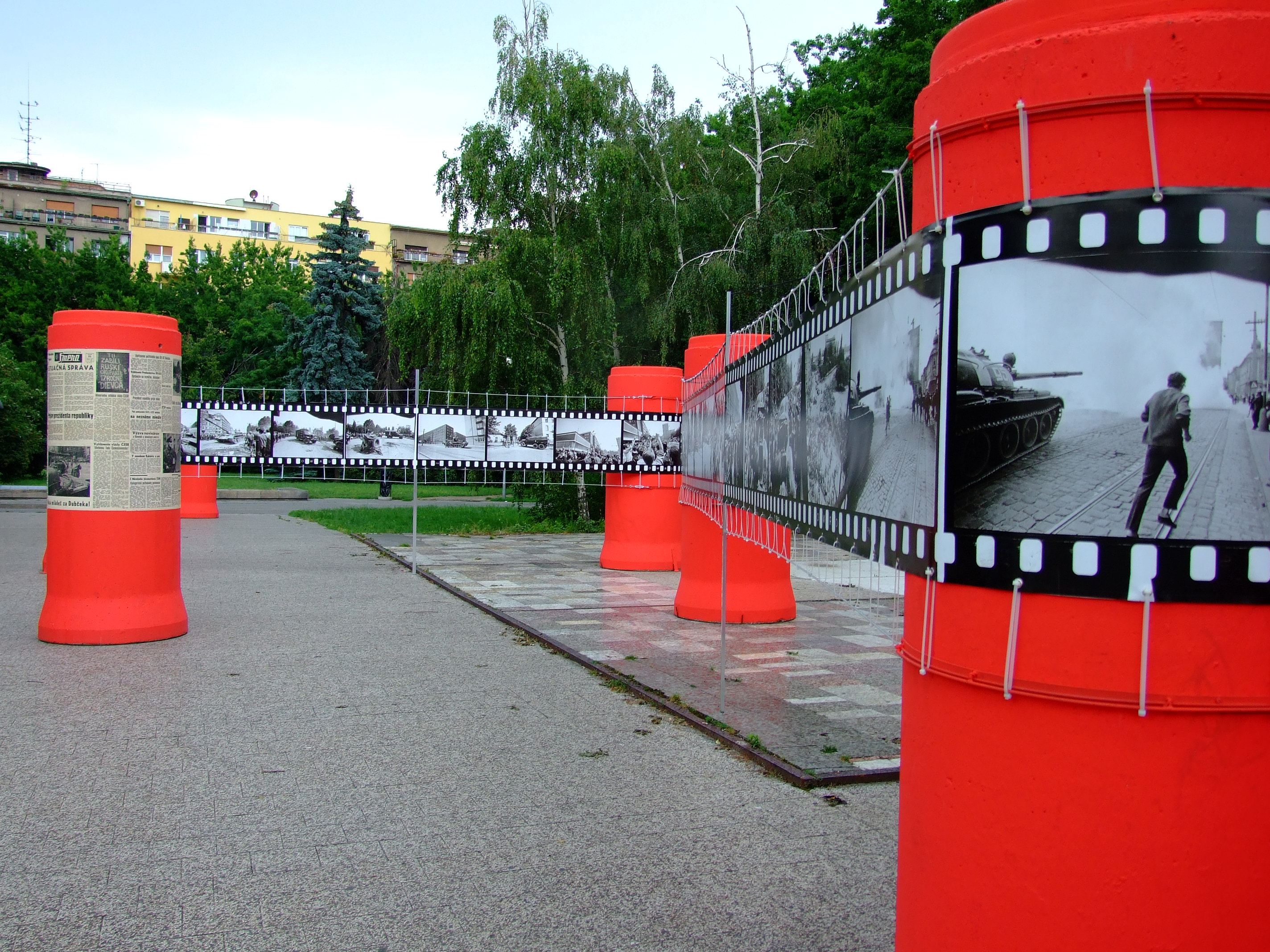
Fotografie Ladislava Bielika, který zachytil vpád vojsk Varšavské smlouvy do Československa

Ladislav Bielik (28. května 1939, Levice – 24. března 1984, Vyšehradské vrchy, Maďarsko) byl slovenský fotograf. Asi nejznámější je jeho snímek Muž s odhalenou hrudí, který pořídil v Bratislavě v srpnu 1968.

## Život a dílo
Vystudoval chemickou průmyslovku. S fotografováním začal během práce ve Virologickém ústavu SAV. V roce 1965 nastoupil do sportovního týdeníku Štart a o rok později se stal fotoreportérem deníku Smena.
V roce 1968 se oženil s novinářkou Alicí Malou. Vrcholem jeho tvorby jsou fotografie z ulic Bratislavy, které učinil během prvních dnů intervence států Varšavské smlouvy, v srpnu 1968. Fotografie Muž s odhalenou hrudí byla v roce 1968 zařazena do výstavní kolekce World Press Photo a často je přirovnávána k fotografii Tank Man (). Později byl tento snímek opakovaně vybírán do renomovaných souborů nejlepších fotografií 20. století. V roce 1971 odešel z radekce Smeny do Štartu. Po roce 1975 musel, jako jedna z obětí normalizace, i z této redakce odejít. Důvodem byly právě fotografie z intervence. Živil se jako fotograf na volné noze. Jeho fotografie se sporadicky objevovaly v časopisech Start, Život, Slovenka a deníku Smena. Zahynul na jaře 1984 v Maďarsku během automobilových závodů při výkonu svého povolání.
Fotografie Ladislava Bielika náhodou objevil jeho mladší syn Peter: Všechny tyto fotografie, respektive jejich negativy, jsem našel v roce 1989, jako šestnáctiletý, ve starém omšelém kufru ve sklepě v paneláku, ve kterém bydlíme. Domnívám se, že je tam ukryl otec, který zřejmě nechtěl, aby je někdo zničil nebo je našli policisté. Stačilo opravdu jen velmi málo a celý tento vzácný dokument mohl být navždy ztracen. Kufr byl totiž značně napaden plísní a negativy samotné již také nesly stopy času. Dnes jsou naštěstí v dobré péči a na bezpečnějším místě.

## Publikace
- BIELIK, Ladislav; GINDL, Eugen. August 1968. Bratislava: Slovart, 2008. 70 s. ISBN 978-80-8085-604-5.

## Ocenění
Je držitelem Řádu Ľudovíta Štúra II. třídy, který získal in memoriam v roce 2003.

## Galerie

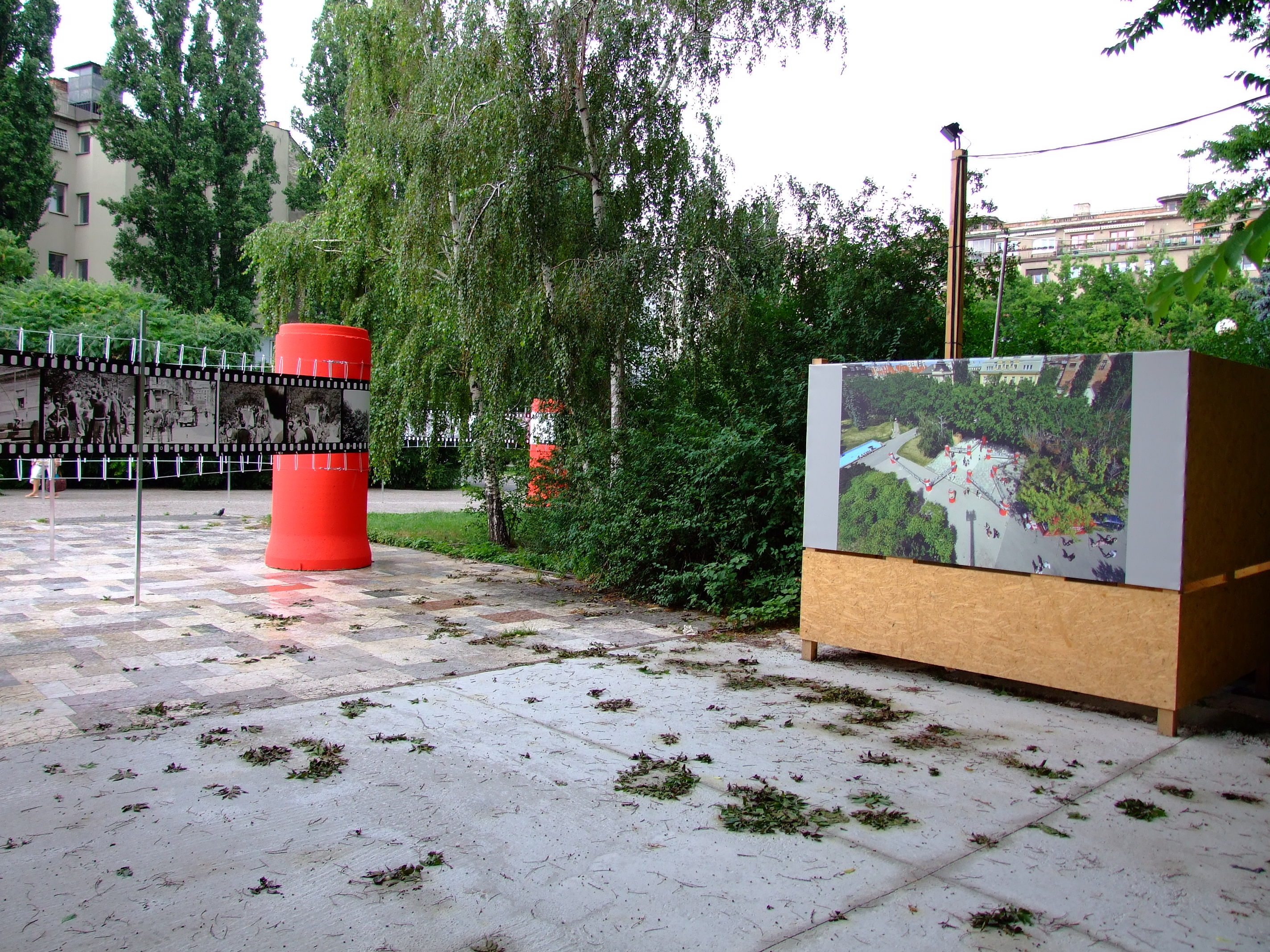
Výstava o srpnu 1968 v Bratislavě na Šafárikově náměstí
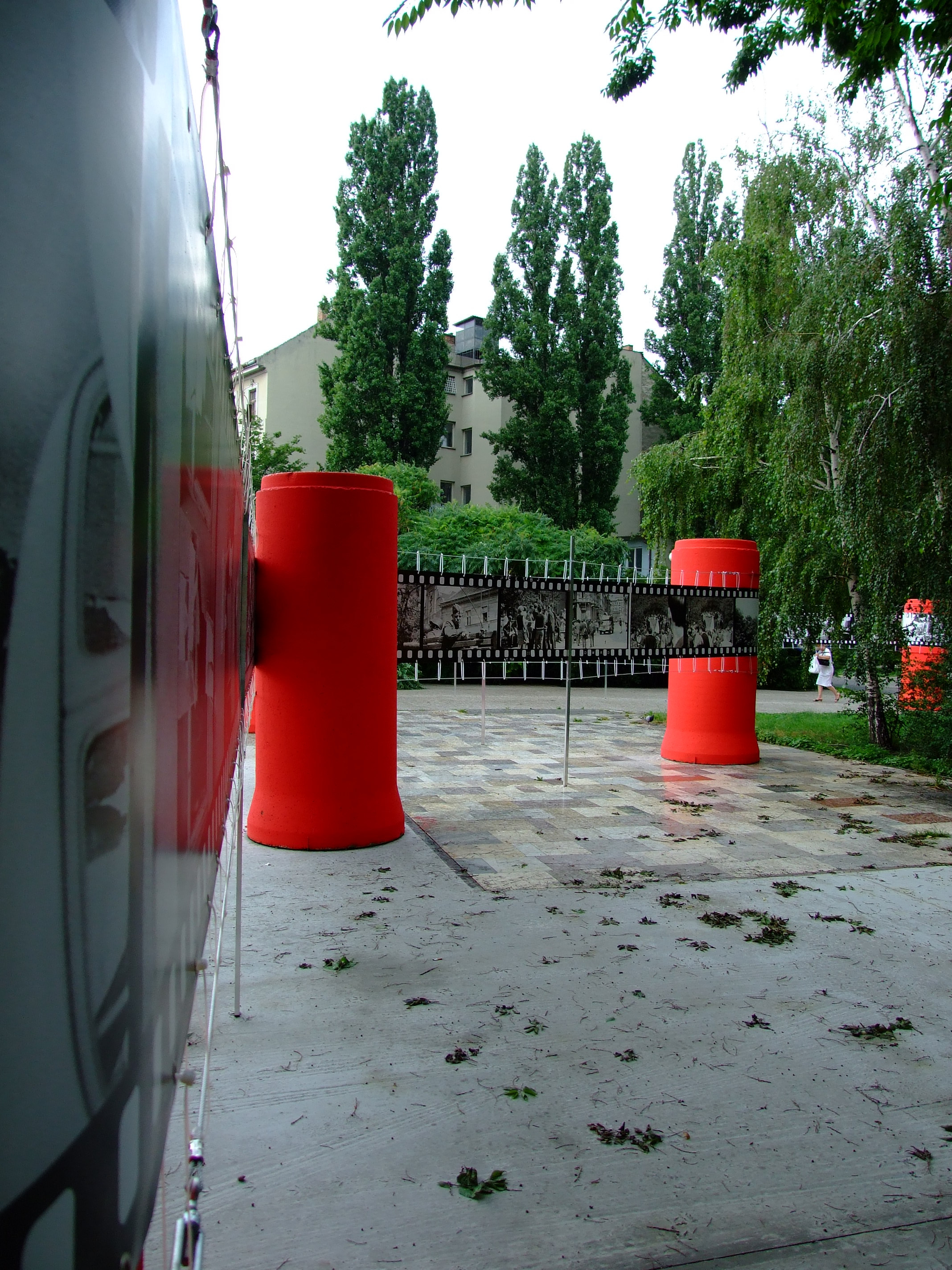
Výstava o srpnu 1968 v Bratislavě na Šafárikově náměstí